# Otto von Blome (Majoratsherr)

Otto von Blome (1839)

Otto von Blome, ab 1819 Graf (* 1. Oktober 1795 auf Gut Salzau; † 1. Juni 1884 ebenda) war ein Großgrundbesitzer und Majoratsherr im Herzogtum Holstein.

## Leben und Wirken
Blome stammte aus der Salzauer Linie des Adelsgeschlechts von Blome. Sein Vater war Baron Friedrich von Blome (1769–1818), seine Mutter Charlotte geb. Reichsgräfin von Platen zu Hallermund (1778–1857). Adolf von Blome war sein jüngerer Bruder.
Mit seinem gleichnamigen Onkel Otto von Blome auf Heiligenstedten (1770–1849) wurde er mit Diplomen des dänischen Königs Friedrich VI. vom 11. September 1819 in den Grafenstand erhoben und am 1. Mai 1826 in den dänischen Lehnsgrafenstand erhoben. Von 1820 bis 1824 diente er als Rittmeister in der Kongelige Livgarde zu Pferd (Hestgarden).

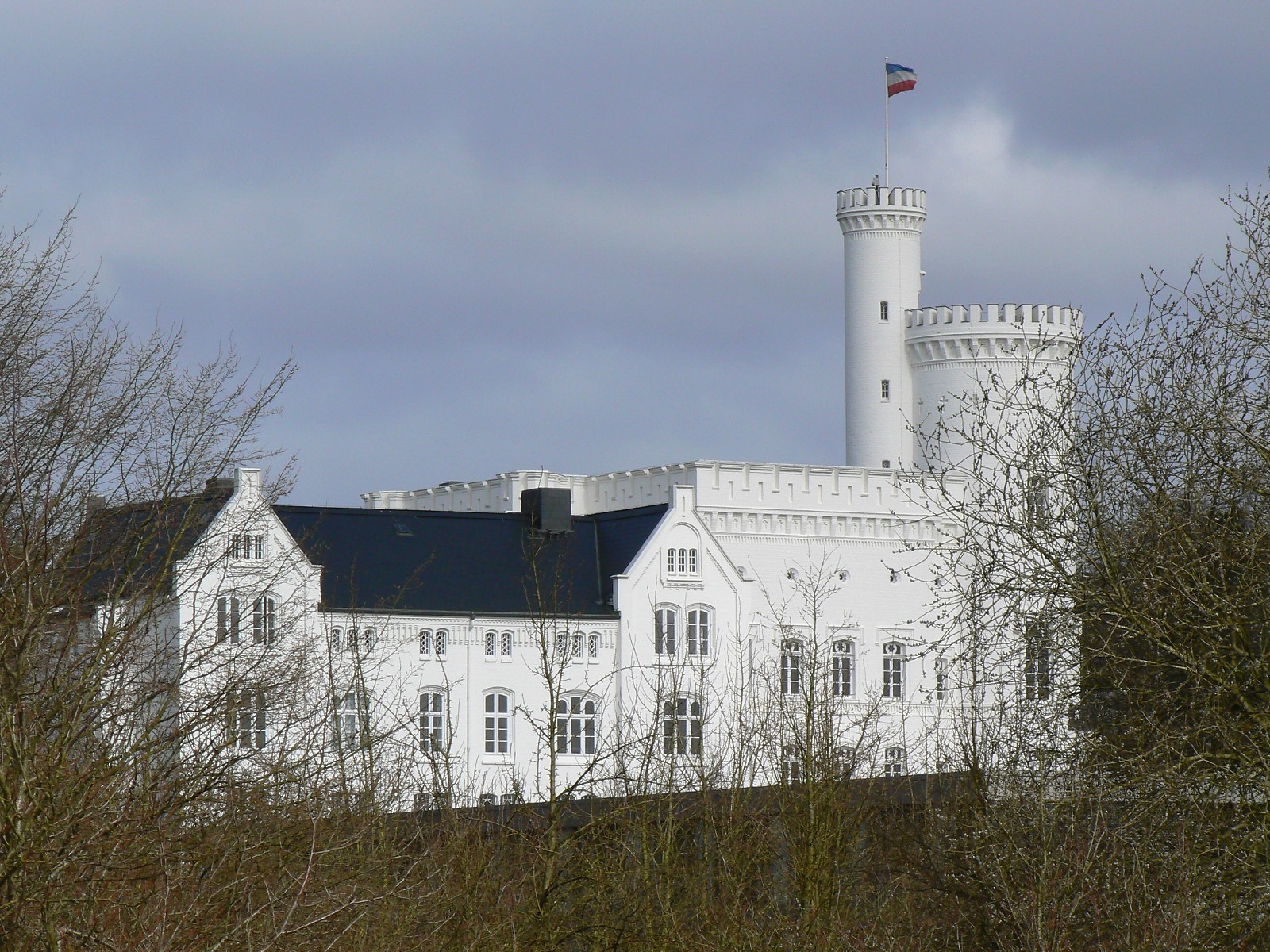
Blomenburg

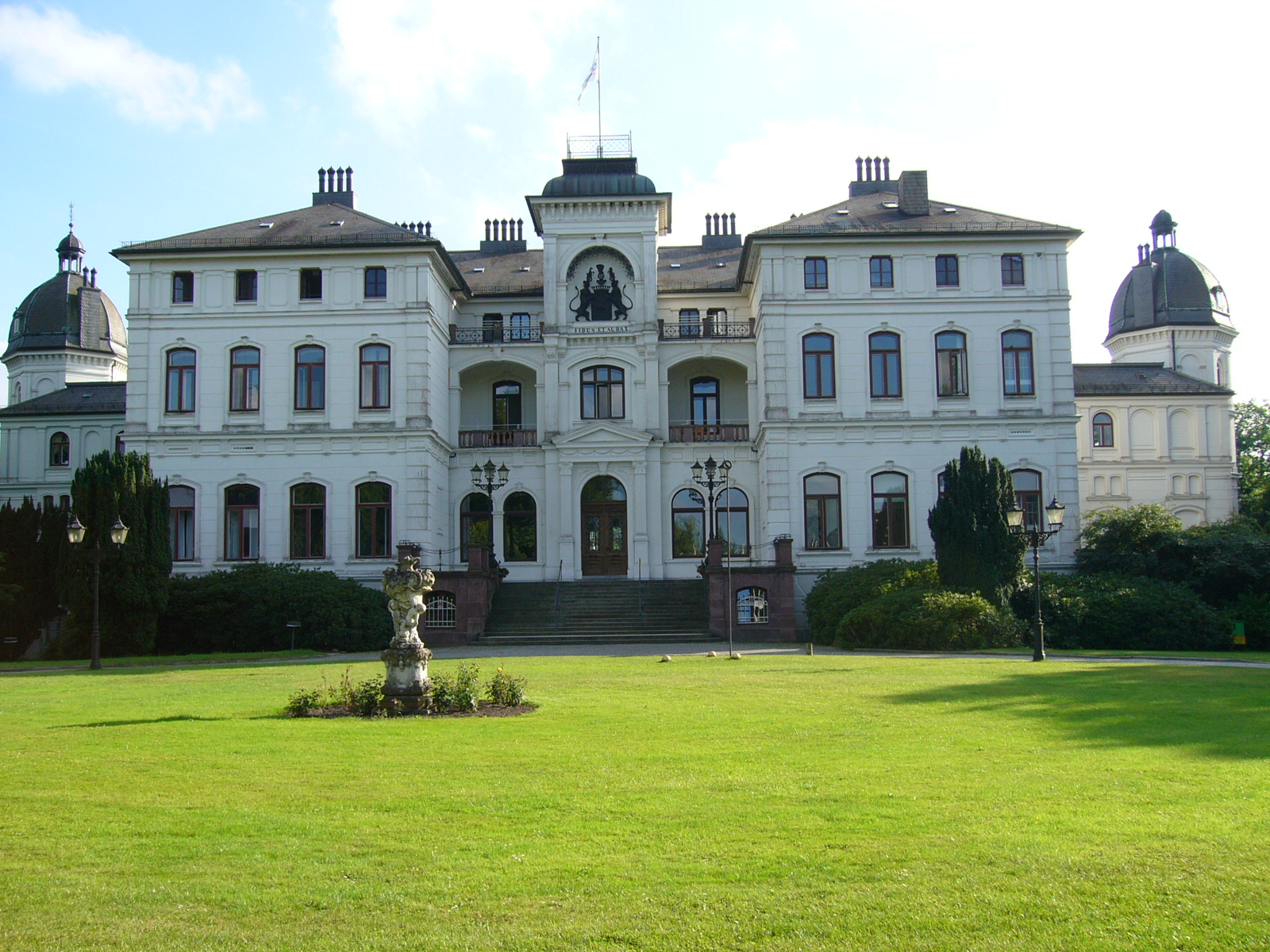
Salzau

Anschließend widmete er sich der Verwaltung seiner Güter, insbesondere Gut Salzau, wo er nach einem Brand das Herrenhaus 1881 neu errichten ließ, ebenso wie er bereits 1844–1848 das dazugehörige Jagdschloss Blomenburg in Selent erbaut hatte. Nach dem Tod seines Bruders Adolf 1875 erbte er auch Gut Heiligenstedten mit den Marschgütern Bahrenfleth, Bekhof, Bekmünde und Blomesche Wildnis, aus denen 1819 der Bahrenflether Fideikommiss gebildet worden war. Ferner besaß er die Güter Sophienhof, Charlottenthal, Ottenhof, Lammershagen und Friedeburg, sowie die Herrschaft Hagymádfalva (heute Spinuș, Kreis Bihor, Rumänien) im Königreich Ungarn.
In der Schleswig-Holstein-Frage befürwortete Blome eine weitgehende Selbständigkeit Holsteins bei Erhaltung des dänischen Gesamtstaats. Er setzte sich für Carl von Scheel-Plessen als Minister für Holstein ein.
Im 89. Lebensjahr gestorben, wurde Graf Blome in Probsteierhagen, der Grablege der Familie Blome, beigesetzt.

## Ehen
In erster Ehe heiratete er am 14. November 1822 Prinzessin Albertine Agnes Christiane Caroline zu Sayn-Wittgenstein-Hohenstein (* 27. April 1804 auf Schloss Wittgenstein; † 8. Oktober 1866 in Rheda), Tochter von Fürst Friedrich Carl zu Sayn-Wittgenstein-Hohenstein (1766–1837) und Prinzessin Friederike von Schwarzburg-Sondershausen (1774–1806). Die Ehe wurde 1825 geschieden.
Blomes zweite Ehe war eine diplomatische Delikatesse: er heiratete am 12. Juli 1828 in Paris Prinzessin Marie Clementine Bagration (* 29. September 1810 in Wien), die Tochter von Katharina Bagration. Ihr juristischer Vater war Fürst Pjotr Iwanowitsch Bagration, doch es war allgemein bekannt, dass sie einer Liaison ihrer Mutter mit dem österreichischen Staatskanzler Klemens Wenzel Lothar von Metternich entstammte. Sie gebar ihm am 18. Mai 1829 in Hannover einen Sohn, Otto Paul Julius Gustav, starb dort jedoch schon am 26. Mai 1829 und wurde in Probsteierhagen bestattet.
In dritter Ehe heiratete er am 12. Mai 1837 seine Cousine Gräfin Julie Friederike Sophie von Platen-Hallermund (* 6. November 1811; † 7. Juni 1879), Tochter des Grafen Georg Wilhelm Friedrich von Platen-Hallermund (* 8. November 1785 in Linden; † 13. Januar 1873 in Weißenhaus) und Julie Marianne Charlotte, geb. Gräfin von Hardenberg (* 22. Oktober 1788 in Celle; † 18. August 1833 in Weißenhaus). Aus dieser Ehe entstammte die Tochter Adeline (* 14. Februar 1838; † 4. Dezember 1908), die 1858 ihren Cousin, den hannoverschen Hofstallmeister Graf Ferdinand von Hardenberg (1826–1870) heiratete und als Witwe auf die Blomenburg zog.

## Ehrungen
- Ritter der Ehrenlegion (1828)
- Großkreuz des Dannebrogordens (1852)
- Ehrenritter des Malteserordens (mit der Distinction für Jerusalem, vor 1874)[6]